# Sigue Sigue Sputnik

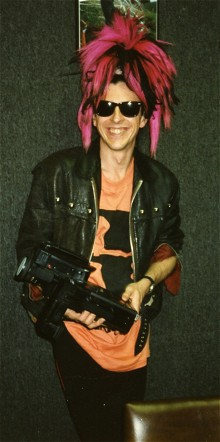
Tony James (1986)

Sigue Sigue Sputnik ist eine Band aus England, die Mitte der 1980er Jahre mit ihrem Hit Love Missile F1-11 größere Bekanntheit erlangte. Die ursprüngliche Besetzung bestand aus Tony James (Gitarre), Martin Degville (Gesang), Neal X (Gitarre), Chris Kavanagh (Schlagzeug) und Ray Mayhew (Schlagzeug).

## Bandgeschichte

### Gründung
Sigue Sigue Sputnik wurde 1983 von Tony James gegründet, der in früheren Punkrock-Zeiten Gitarrist in der Band Generation X von Billy Idol war. Anfänglich lud er Andrew Eldritch und Annie Lennox, die spätere Sängerin der Eurythmics, in die neue Band als Sänger ein. Eldritch wollte sich jedoch lieber um seine 1980 gegründete und immer erfolgreicher werdende Band The Sisters of Mercy kümmern und sagte ab. Auf die damals noch unbekannte Lennox wollte sich James jedoch nicht einlassen, da er keine Frau als Sängerin an der Spitze haben wollte. Schließlich konnte er Martin Degville als Sänger gewinnen.

### Debüt-Album

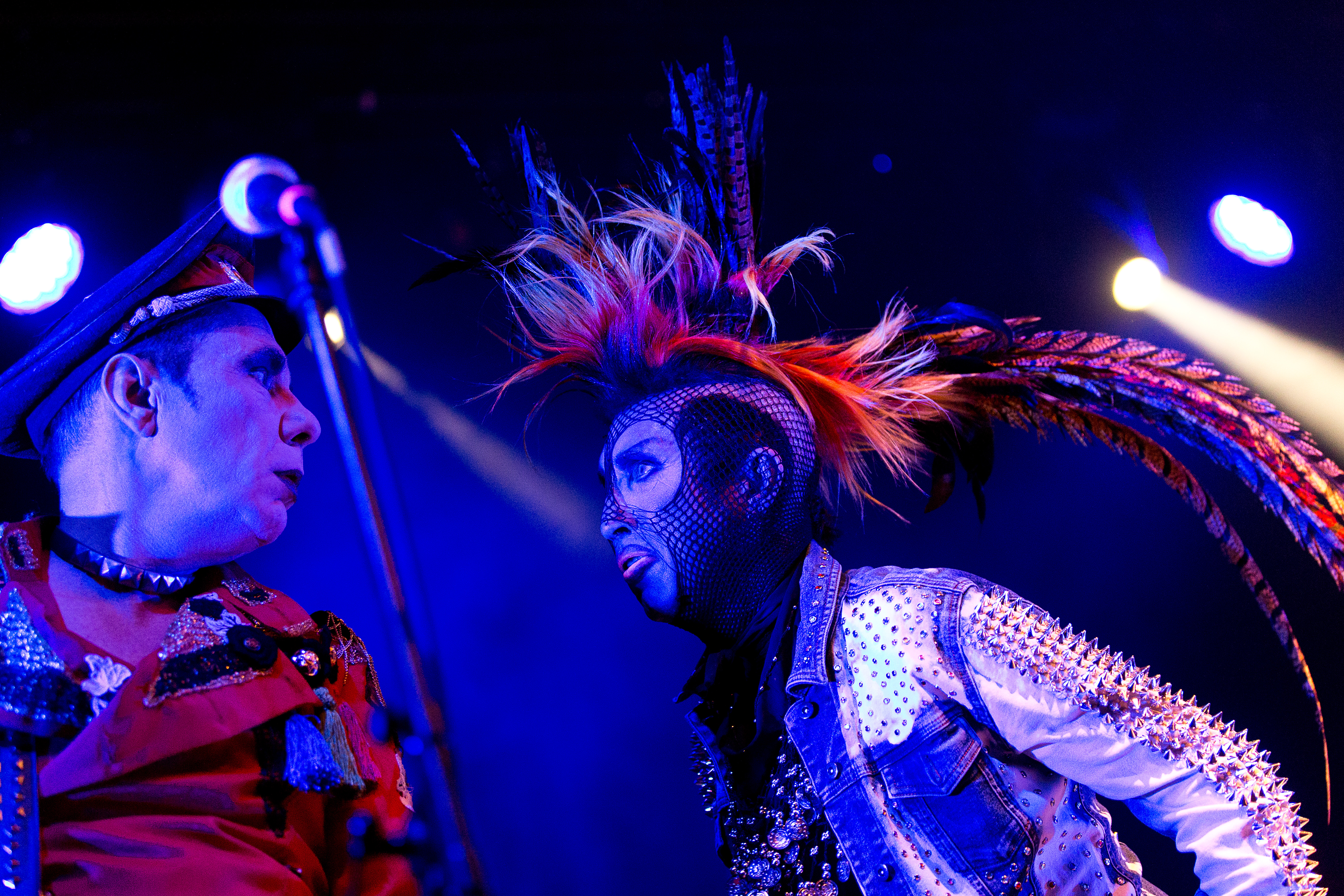
Sigue Sigue Sputnik 2016 beim 25. Wave-Gotik-Treffen.

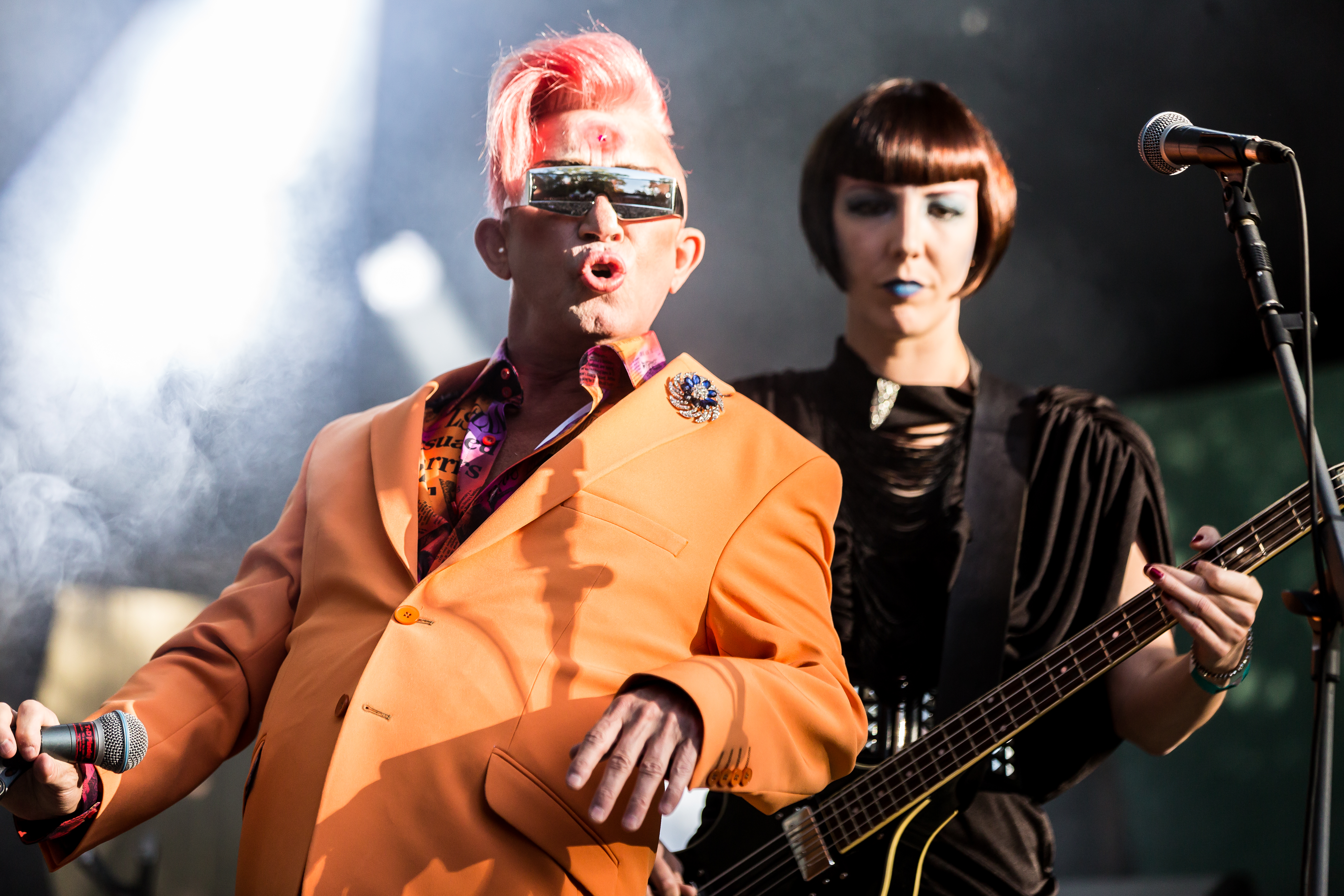
Sigue Sigue Sputnik 2016 bei der Nocturnal Culture Night 2017

1986 debütierten sie mit ihrem Album Flaunt It und hatten einen Hit mit Love Missile F1-11 (produziert von Giorgio Moroder), der auch auf dem Soundtrack zum Spielfilm Ferris macht blau erschien (später im Computerspiel Grand Theft Auto: Vice City, das in den 1980er Jahren spielt). Die zweite Auskopplung 21st Century Boy war fast genauso erfolgreich. Für die damalige Zeit neuartig war die Aufmachung ihres Debütalbums, das in einer sehr breiten Hülle verpackt wurde und dadurch eher wie ein Buch im Regal wirkte, sowie die Tatsache, dass die „Pausen“ zwischen den einzelnen Songspuren als Werbeblöcke (z. B. für Studio Line von L’Oréal) versteigert wurden.
Im November 1988 erschien die Single Success (Platz 31 in Großbritannien), die von Stock Aitken Waterman produziert wurde. Da die Band von ihrer Plattenfirma zu dieser Zusammenarbeit gezwungen worden war, enthielt die Single eine Warnung: „Non Rock and Roll product, distributed under pressure“. Auf dem Cover der Single sind als Interpreten dann auch „Sputnik Aitken Waterman“ genannt.
Nach dem zweiten Album Dress for Excess fiel die Ursprungsformation jedoch auseinander. Tony James wechselte als Bassist zu den The Sisters of Mercy, wo er von 1989 bis 1991 blieb. Chris Kavanagh ging zu Big Audio Dynamite, und Neal X trat nochmals auf einem Album von Marc Almond auf. 1991 kam Sigue Sigue Sputnik erneut zusammen, 1992 trennte sich die Band erneut.
Im Zuge des 1980er-Revivals gelang es Tony James auch 2001 die Bandmitglieder Neal „X“ Whitmore und Martin Degville wieder zusammenrufen und die Band ein drittes Mal zu vereinen. Sie produzierten das Album Pirate Space, das nicht an die früheren Erfolge anschließen konnte, in Fankreisen jedoch sehr wohlwollend aufgenommen wurde.
Im August 2003 zerstritten sich die beiden Parteien Martin Degville und James/Neal X. Die Hintergründe der Trennung sind unklar. Degville behauptet, dass Tony James ihn niemals fair ausgezahlt habe, auch gab es Gerüchte über eine Alkoholsucht Degvilles. Martin Degville, der in der Partyszene Londons eine Größe ist, versucht mit seinem Projekt Sputnik2, an alte Erfolge anzuknüpfen. Tony James widmet sich seiner neuen Band Carbon Silicon, die er zusammen mit Mick Jones (The Clash) gegründet hat.

## Bandname
Da nach Ansicht Tony James’ besonders der Name einer Band für den Anfangserfolg wichtig war, wurde aus Marketinggründen für die Suche nach einem prägnanten Bandnamen viel Zeit verwendet. Der Name sollte bei der Presse Neugier wecken. Benannt wurde die Band letztlich nach einer Streetgang aus Moskau, von der die Herald Tribune in einem Artikel Anfang 1980 berichtete.

## Stil
Sigue Sigue Sputnik fiel vor allem durch ihre schrillbunte Kleidung auf, ihr für die damalige Zeit – trotz Punkbewegung – immer noch sehr andersartiges Aussehen bezüglich Piercings, Tätowierungen und Frisuren sowie ihr bewusst provozierendes, oft auch geschmackloses Auftreten. Daher wurde die Band in der Presse oft nur noch „Sick Sick Sputnik“ (sick = krank) genannt.
Den Sound kennzeichneten elektronische Rhythmen sowie sehr kurze, teils wirre Songtexte über eine oftmals düstere Zukunft. Anfänglich ging es Sigue Sigue Sputnik vor allem darum, möglichst schnell aufzufallen und häufig in der Presse zu erscheinen, um so ein entsprechendes, wildes Punkrock-Image aufzubauen.

## Diskografie

### Alben
- 1986: Flaunt It
- 1988: Dress for Excess
- 1990: First Generation
- 1997: First Generation: Second Edition
- 1998: The Ultimate 12" Collection
- 1999: Flaunt It + Dress for Excess
- 2000: Sci-Fi Sex Stars
- 2001: Piratespace
- 2001: 21st Century Boys: The Best of Sigue Sigue Sputnik
- 2002: Blak Elvis vs. The Kings of Electronic Rock and Roll
- 2003: Ultra Real
- 2007: The Remixes
- 2007: 1984 Flaunt It, Demos + More

### Singles
- 1986: Massive Retaliation
- 1986: Sex Bomb Boogie
- 1986: Love Missile F1-11
- 1986: 21st Century Boy
- 1986: The 12" Mixes
- 1987: Rio Rocks
- 1988: Success (als Sputnik Aitken Waterman)
- 1988: Amnesty International Picture Disc
- 1988: Hey Jane Mansfield Superstar!
- 1989: Dancerama
- 1989: Albinoni vs. Star Wars
- 2002: Everybody Loves You (vs. Northern Lite)
- 2004: Grooving with Mr. Pervert (The Mixes)